# Pluto's Party
Pluto's Party é um curta-metragem estadunidense de animação, lançado em 1952 e foi produzido pela Walt Disney Productions. Foi a 124.ª produção da série de filmes do Mickey Mouse.

## Elenco
- Pinto Colvig como Pluto
- Clarence Nash como Mickey Mouse[1]
- Ruth Clifford[3] como sobrinho do Mickey Mouse